# Sumbala

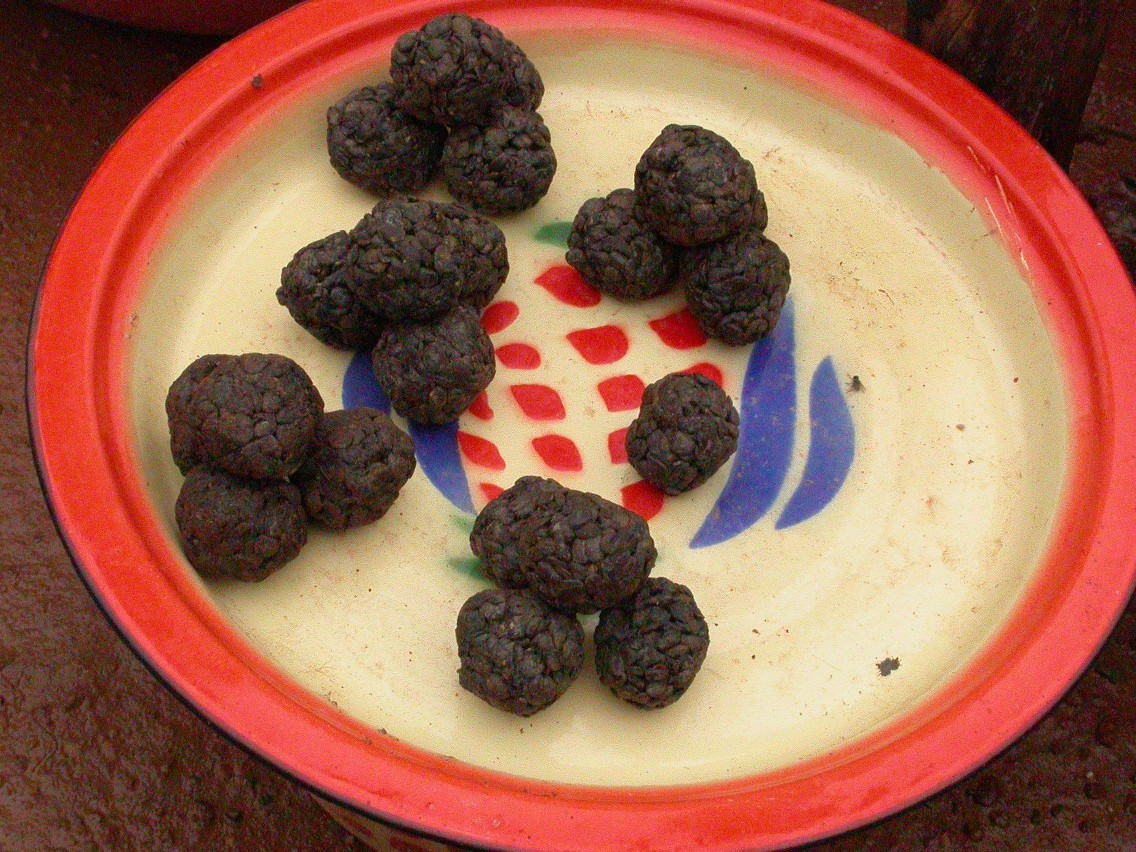
Sumbala en un plato.

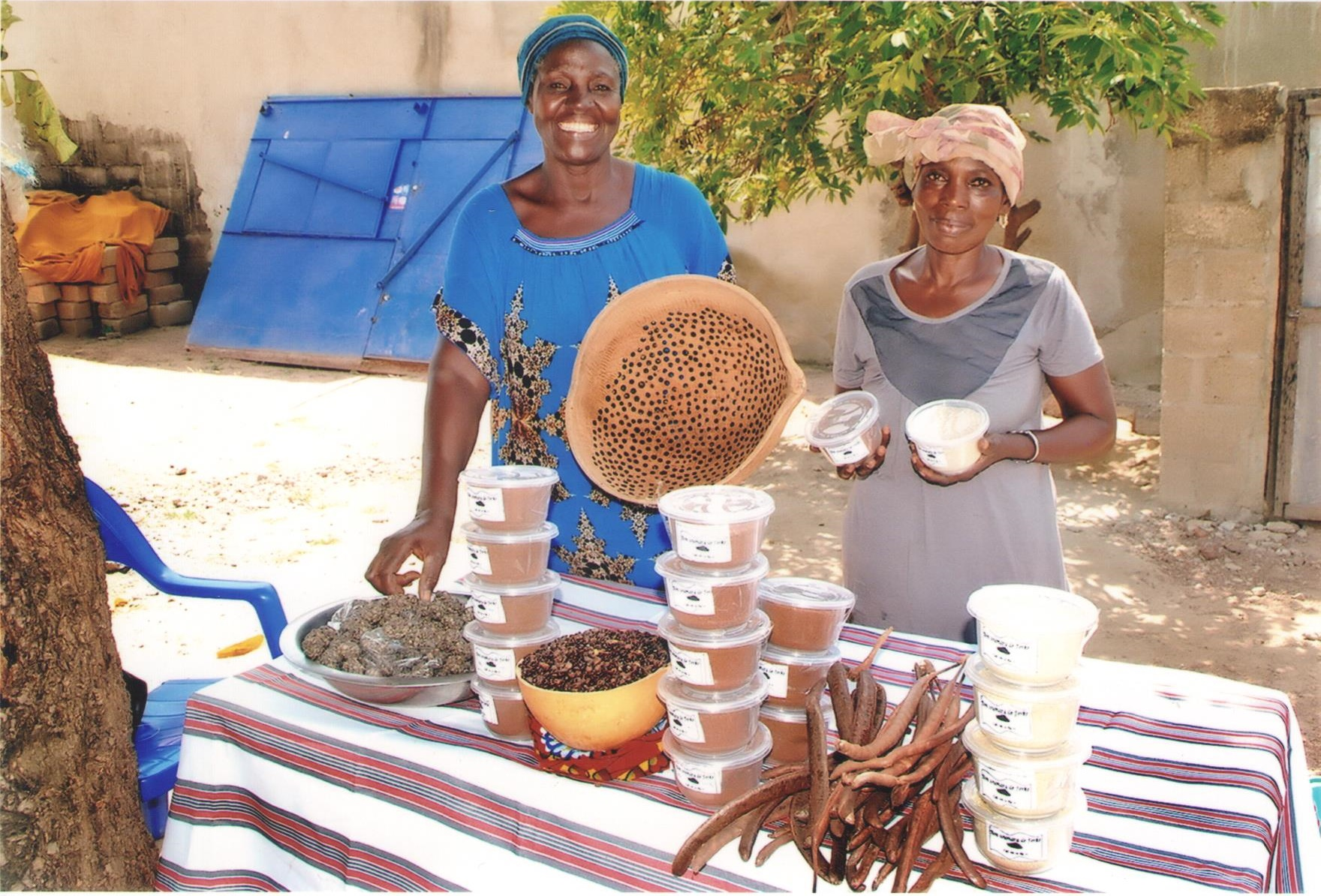
Vendedoras de sumbala en Costa de Marfil

Sumbala (denominado también Soumbala) se trata de un condimento típico de cocina de África occidental. Por regla general se suele preparar por mujeres durante el transcurso de varios días, tradicionalmente se elabora de las semillas de néré (Parkia biglobosa). Puede elaborarse el sumbala de otro tipo de semillas, y en este sentido el uso de sojas para su preparación se puede decir que está substituyendo el uso de semillas de néré.

## Características
El proceso de fabricación del soumbala lleva un proceso de cocción, limpieza, y empaquetado hasta lograr que fermente. Esta última etapa de fermentación hace que las semillas adquieran un olor pungente. En la parte final se le añade sal con el objeto de dar un acabado al producto y extender la vida media del alimento. El alimento es muy popular en el África Occidental pudiendo llegar a unos veinte gramos por persona de media. En algunas ocasiones la escasez de agua hace que no sea posible su producción en gran escala. La preparación industrial del producto se ofrece en forma de cubos de caldo, por regla general de peor calidad que el producto artesanal.

## Nombres en diferentes idiomas
"Sumbala" (o en la transcripción francesa "soumbala") es una palabra prestada de las lenguas Manding. A pesar de ello existen otras denominaciones en diferentes partes de África, todas esas denominaciones incluyen:
- idioma manding: sumbala, sunbala, sungala, sumara
- Hausa: dawadawa, daddawa
- Yoruba: iru
- Wolof: netetou